# Легенда (монета)
Легенда — надпис на монеті.

## Коротка історія

### Еллада
- Найдавніші грецькі монети Л. не мали; були викарбувані перші букви назв міст, в яких випускались.
- В класичний період появились назви міст, ім'я магістрату (офіційної особи), майстра з виготовлення штемпелів.
- В період еллінізму надписи стали довшими, містили титул правителя чи ім'я магістрату, монетного двора, монограму монетного двора, серію випуску, дату.

### Рим
- Литі римські мідні монети надписів не мали. На ранніх денаріях надписи відсутні чи лаконічні. Пізніше поміщалась монограма, потім — скорочене чи повне ім'я майстра, його посада.
- В імператорський період надписи стали ширшими, містили повні чи скорочені титули (або ім'я) імператора на аверсі, на реверсі — пояснення, що стосувалось до зображення аверсу, або своєрідні лозунги (concordia, pietas…). З ІІ-ї половини ІІІ ст. н. е. на монетах зображались скорочені назви монетних дворів.

### Середньовіччя, Новий час
Складається з кількох основних елементів: імені, титулу володаря (чи назви держави), назва місця карбування, ім'я майстра, дата емісії (крім ранньосередньовічних) та інші. Деякі з цих елементів іноді відсутні.